# Kitou Scrogneugneu
Kitou Scrogneugneu est une série télévisée d'animation franco-belgo-canadienne en 52 épisodes de 13 minutes réalisée par Frédéric Dibowski, adaptée de la série de livres du même nom d'Ann Rocard, Marino Degano et François Ruyer et diffusée à partir du 28 août 2002 sur TF1, et au Québec à partir du 31 août 2002 sur VRAK.TV.

## Synopsis
Kitou est un petit monstre qui a une drôle de tête à six yeux. Il est recueilli par Lucie, une petite fille de 7 ans, qui essaye de le convaincre qu'il doit rester caché sous son lit pour ne pas effrayer les habitants de Lilaville. Mais Kitou part à la découverte de la ville avec ses nouveaux amis Lucie et Némo.

## Voix françaises
- Catherine Conet : Olga, la maman de Lucie
- Sabrina Leurquin
- Laetitia Liénart
- Colette Sodoyez : La maman de Scala
- Damien Gillard
- Benoît Grimmiaux
- Thierry Janssen : Kitou Scrogneugneu
- Frédéric Meaux
- Ilyas Mettioui : Nemo
- Marie Van R : Scala

Source : générique

## Fiche technique
- Nom original : Kitou Scrogneugneu
- Réalisation : Frédéric Dibowski
- Auteur : Ann Rocard, Marino Degano, François Ruyer
- Scénarios et adaptation: Marine Locatelli, Didier Lejeune, Catherine Cuenca, Patrick Régnard
- Musique : Robert Marcel Lepage
- Origine :  France
- Maisons de production : Dargaud Marina 
 Télévision Française 1 
 Radio Télévision Belge de la Communauté Française 
 Belvision 
 Tooncan Productions, Inc.
- Titres :  Kitou - The Six Eyed Beast ou Kitou - The Six-Eyed Monster

## Épisodes
1. Kitou
2. Un velu à vélo
3. Mauvaise gruppe
4. Kitou la rage
5. Kitou baby-sitter
6. La fugue
7. Super Kitou
8. Kitou Sakado
9. Le monstre de Scromagnon
10. Attention fragile
11. Le leg de tata Barzoi
12. Scoop
13. Je t'aime, un peu, beaucoup, monstrueusement !
14. Zozo
15. Sale histoire
16. L'attrapeur attrapé
17. Le vampire de ces monstres
18. L'entourloupe
19. Le nouveau
20. Vacances pourries
21. Une retraite monstre
22. Une équipe de choc
23. Du bruit, du bruit !
24. Kitou sur Marz
25. Mazout club
26. Zizanie party
27. Par ici la monnaie
28. Noël monstre
29. Bidonglisse
30. La légende du chevalier sans peur
31. Le yéti à six yeux
32. Nuit vorace
33. Kitou et le robot
34. Le mystérieux personnage
35. Pour la bonne cause
36. Kraspector
37. Kitou l'artiste
38. Bonbon gagnant
39. Yoyita
40. La fête du lac
41. Pour que sonne le gras
42. Yin yang
43. Capharnaüm au muséum
44. La nuit des monstres
45. Roulez vieillesse
46. Kitou circus
47. Bahamonster
48. La reine du lilas
49. Metal Bouze
50. Le saint purin
51. Kitou met la gomme
52. Bastring superstar

## Produits dérivés
- 2003 : édition DVD par Citel